# Kekerdom
Kekerdom ist ein niederländisches Dorf in der Gemeinde Berg en Dal in der Provinz Gelderland.
Kekerdom liegt 1,5 km westlich von Millingen aan de Rijn und hat 480 Einwohner (Stand: 1. Januar 2024). Ein markantes Bauwerk ist die 1870 errichtete Kornwindmühle De Duffelt. Die Kirche St. Laurentius liegt außerhalb des umdeichten Gebiets und wird öfters überschwemmt. Das Kederdomer Ward ist Teil des Naturschutzgebietes De Gelderse Poort in der Düffel.

## Geschichte

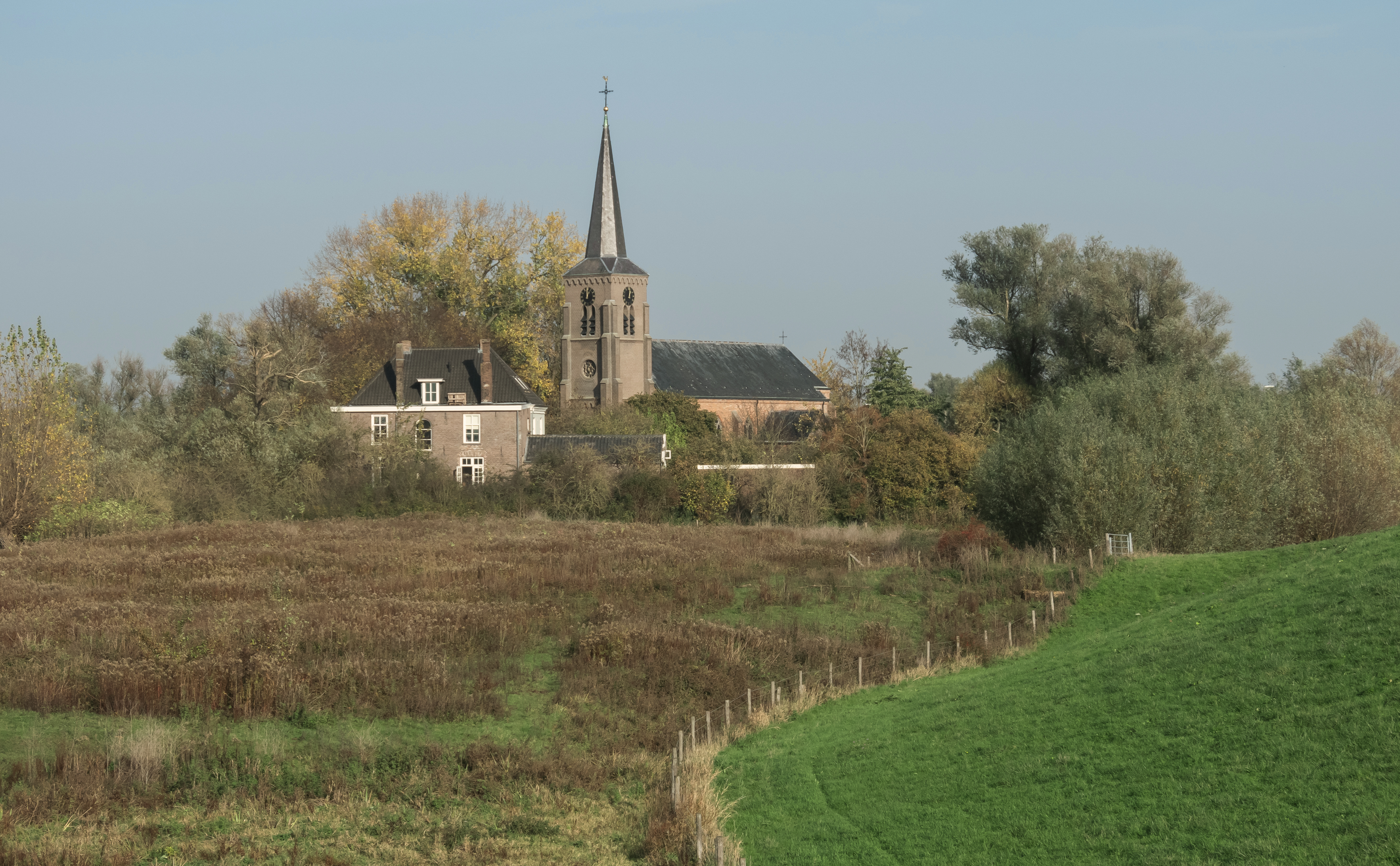
Sankt-Laurentius-Kirche Kekerdom

Kekerdom lag mit einer kleinen Befestigung an der Grenze des Römischen Reiches nahe den Lagern Nimwegen und Rindern. Das fränkische Dorf Cachritheim oder Kekerteim entstand um 800, zunächst mit einer Kapelle am Ort der heutigen Kirche. Es gehörte zur Herrlichkeit Spaldrop, die ab 1247 dem Grafen, später Herzog von Gelderland unterstand. 1445 verpachtete dieser es an den Herzog von Kleve. 1609 bzw. 1701 gelangte es mit dem Herzogtum an Brandenburg bzw. das Königreich Preußen als Exklave mit dem Nachbarort Leuth. Der Wiener Kongress sprach es den Niederlanden zu, was 1817 im Tausch gegen Schenkenschanz umgesetzt wurde. Zunächst gehörte es zur Gemeinde Beek, die ab 1818 zu Ubbergen kam. Durch Fusion Umbenennung entstand 2015 bzw. 2016 die Gemeinde Berg en Dal.